# Wendell Meredith Stanley
Wendell Meredith Stanley (Ridgeville, EUA 1904 - Salamanca, Espanya 1971) fou un químic, bioquímic i professor universitari estatunidenc guardonat amb el Premi Nobel de Química l'any 1946.

## Biografia
Va néixer el 16 d'agost de 1904 a la ciutat de Ridgeville, situada a l'estat nord-americà d'Indiana. Va estudiar química a la Universitat d'Earlham, per posteriorment ampliar els seus coneixements a la Universitat d'Illinois, on es doctorà el 1929. El 1931 va ingressar a l'Institut Rockefeller d'Investigacions Mèdiques, on conegué John Howard Northrop, i on fou nomenat membre del departament de patologia animal i vegetal, càrrec que ocupà fins al 1948 per esdevenir professor de bioquímica a la Universitat de Berkeley.
Stanley morí el 15 de juny de 1971 a la ciutat espanyola de Salamanca.

## Recerca científica
Inicià la seva recerca al voltant dels virus causants de certes malalties de les plantes. Va assolir cristal·litzar el virus del mosaic del tabac i va obrir noves perspectives a l'estudi de les malalties humanes originades pels virus.
Durant la Segona Guerra Mundial va realitzar investigacions sobre una nova vacuna contra la grip, que va demostrar ser molt efectiva. El 1946 compartí la meitat del Premi Nobel de Química amb John Howard Northrop per les seves investigacions sobre els enzims, recaient l'altra meitat del premi al químic James Batcheller Sumner.